# Antunovich János
Antunovich János (Ivan Antunović) (Kunbaja, 1815. június 15. – Kalocsa, 1888. január 14.) katolikus kanonok, püspök

## Élete
Köztiszteletben álló bunyevác család sarja. 1838. október 8-án szentelték pappá, majd egy évi káplánkodás után a kalocsai érsek hivatalában iktató. 1842-től plébános Almáson. 1859-ben kalocsai kanonok, 1863-ban apát, 1866-ban bácsi prépost, 1876-ban Bosznia választott püspöke lett. Sokat tevékenykedett bunyevác népének kulturális felemelkedésén, munkáit legnagyobbrészt bunyevác nyelvjárásban írta.

## Munkái
- Slavjan na svetih dnevih ili blagdanih crkvenih (A szent napok és egyházi ünnepek megünneplése), Kalocsa, 1875
- Naputak za one koji osićaju napast postati Nazarenom (Utasítás azok számára, akik kísértést éreznek arra, hogy nazarenusokká váljanak), Kalocsa, 1882
- Bog s čovikom (Isten az emberrel), Kalocsa
- Čovik s Bogom (Ember az Istennel), Kalocsa

E két utóbbi kiadvány misekönyv alakjában jelent meg.
Ismertek még bunyevác nyelvjárásban írt versei és novellái, valamint liturgikus beszédei, amelyeket saját költségén adott ki és ingyen osztogatott.
A bácskai térség katolikus vallású délszláv lakosságának (bunyevácok és sokácok) művelődése érdekében hetilapot indított Bunjevačke i šokačke novine címmel (Bunyevác és sokác újság). Melléklete a Bunjevačka i šokačka vila 1870 és 1874 között jelent meg, szintén Kalocsán.

### Modern szövegkiadások
- Ivan Antunovich: Értekezés a Duna-menti és a Tisza-menti bunyevácokról és sokácokról népi, hitvilági, értelmiségi, polgári és gazdasági értelemben; szerk. Falusi Norbert, Ikotity István; Bunyevác Kulturális Intézet, Baja, 2021 (A bunyevác irodalom gyöngyszemei)